# Avia BH-2
De Avia BH-2 is een Tsjechoslowaaks sportvliegtuig gebouwd door Avia. Het toestel is ontworpen door Pavel Beneš en Miroslav Hajn, waarna in 1921 het enige exemplaar is gebouwd.
In het begin was het de bedoeling om een Indische motorfiets motor het vliegtuigje te laten aandrijven. Na een tijdje werd dit plan overboord gegooid en werd besloten een Bristol Cherub er in te plaatsen. Het is onduidelijk of het vliegtuigje daadwerkelijk heeft gevlogen.

## Specificaties
- Bemanning: 1
- Lengte: 5,34 m
- Spanwijdte: 7,00 m
- Leeggewicht: 100 kg
- Motor: 1× Indische motorfiets motor, 13 kW (18 pk)